# Velký Manchester
Velký Manchester (anglicky Greater Manchester) je anglické metropolitní hrabství v Severozápadní Anglii. Vzniklo v roce 1974 a patří k nejlidnatějším v Anglii. Jeho rozloha je 1 276 km², což přibližně zahrnuje souvislou zastavěnou plochu Manchesteru a sídel v jeho okolí. Žije zde přibližně 2,87 milionu obyvatel.

## Administrativní členění
Následující tabulka ukazuje dělení Velkého Manchesteru na distrikty a hlavní sídla hrabství.
| Metropolitní hrabství | Metropolitní distrikt | Metropolitní distrikt | Správní sídlo     | Ostatní sídla |
| --------------------- | --------------------- | --------------------- | ----------------- | --- |
| Velký Manchester      | Bury                  |                       | Bury              | Prestwich, Radcliffe, Ramsbottom, Tottington, Whitefield |
| Velký Manchester      | Bolton                |                       | Bolton            | Blackrod, Farnworth, Horwich, Kearsley, Little Lever, South Turton, Westhoughton |
| Velký Manchester      | Manchester            |                       | Manchester        | Blackley, Burnage, Cheetham Hill, Chorlton-cum-Hardy, Didsbury, Ringway, Withington, Wythenshawe,                                                                                        |
| Velký Manchester      | Oldham                |                       | Oldham            | Chadderton, Shaw and Crompton, Failsworth, Lees, Royton, Saddleworth |
| Velký Manchester      | Rochdale              |                       | Rochdale          | Heywood, Littleborough, Middleton, Milnrow, Newhey, Wardle |
| Velký Manchester      | Salford               |                       | Swinton           | Eccles, Walkden, Worsley, Salford, Irlam, Pendlebury, Cadishead |
| Velký Manchester      | Stockport             |                       | Stockport         | Bramhall, Bredbury, Cheadle, Gatley, Hazel Grove, Marple, Romiley |
| Velký Manchester      | Tameside              |                       | Ashton-under-Lyne | Audenshaw, Denton, Droylsden, Dukinfield, Hyde, Longdendale, Mossley, Stalybridge |
| Velký Manchester      | Trafford              |                       | Stretford         | Altrincham, Bowdon, Hale, Old Trafford, Sale, Urmston |
| Velký Manchester      | Wigan                 |                       | Wigan             | Abram, Ashton-in-Makerfield, Aspull, Astley, Atherton, Bryn, Golborne, Higher End, Hindley, Ince-in-Makerfield, Leigh, Orrell, Standish-with-Langtree, Shevington, Tyldesley, Winstanley |